# Caldas (Peñarrubia)
Caldas es una localidad del municipio cántabro de Peñarrubia (España). Tenía 19 habitantes en el año 2008 (INE). Está a 230 m s. n. m. y dista tres kilómetros de Linares, la capital municipal. Celebra la fiesta de San Pedro el 29 de junio. Se encuentra junto al Desfiladero de la Hermida. 

## Patrimonio
De su patrimonio destaca la ermita de San Pedro, de tradición románica, aunque con reformas posteriores. Alberga en su interior un San Pablo, policromado, de estilo gótico-flamenco (siglo XV); un San Pedro (del siglo XVII) y una Virgen con el Niño (siglos XVI-XVII). En el conjunto urbano pueden encontrarse las típicas casas en hilera.

## Historia
Está documentada la existencia en este lugar del monasterio dúplice de Aguas Cálidas en el año 790, hoy desaparecido, lo que daría nombre al pueblo.